# Molophilus (Molophilus) oppositus
Molophilus (Molophilus) oppositus is een tweevleugelige uit de familie steltmuggen (Limoniidae). De soort komt voor in het Australaziatisch gebied.